# Enskild ställning

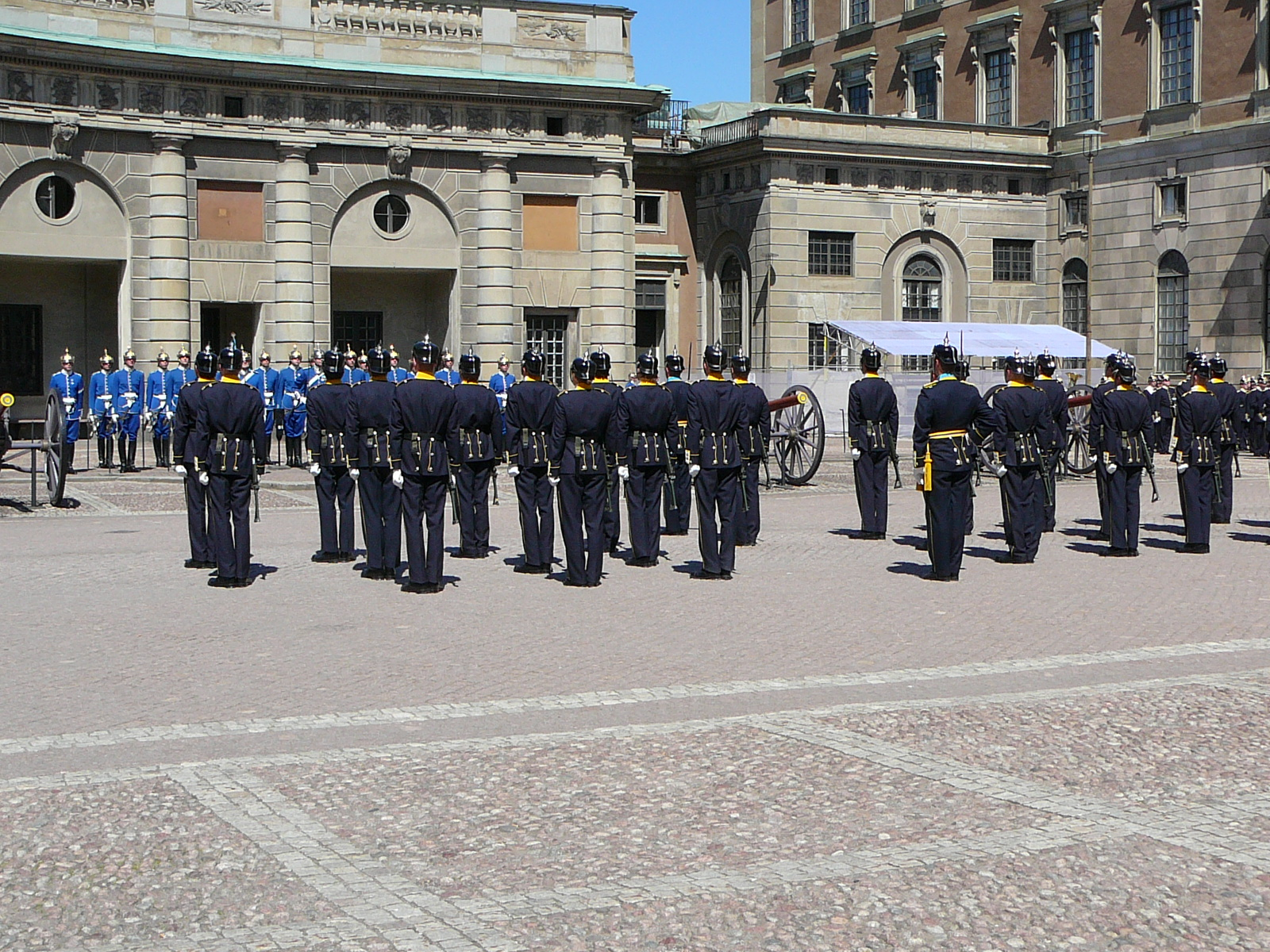
Enskild ställning under vaktavlösning vid Stockholms slott.

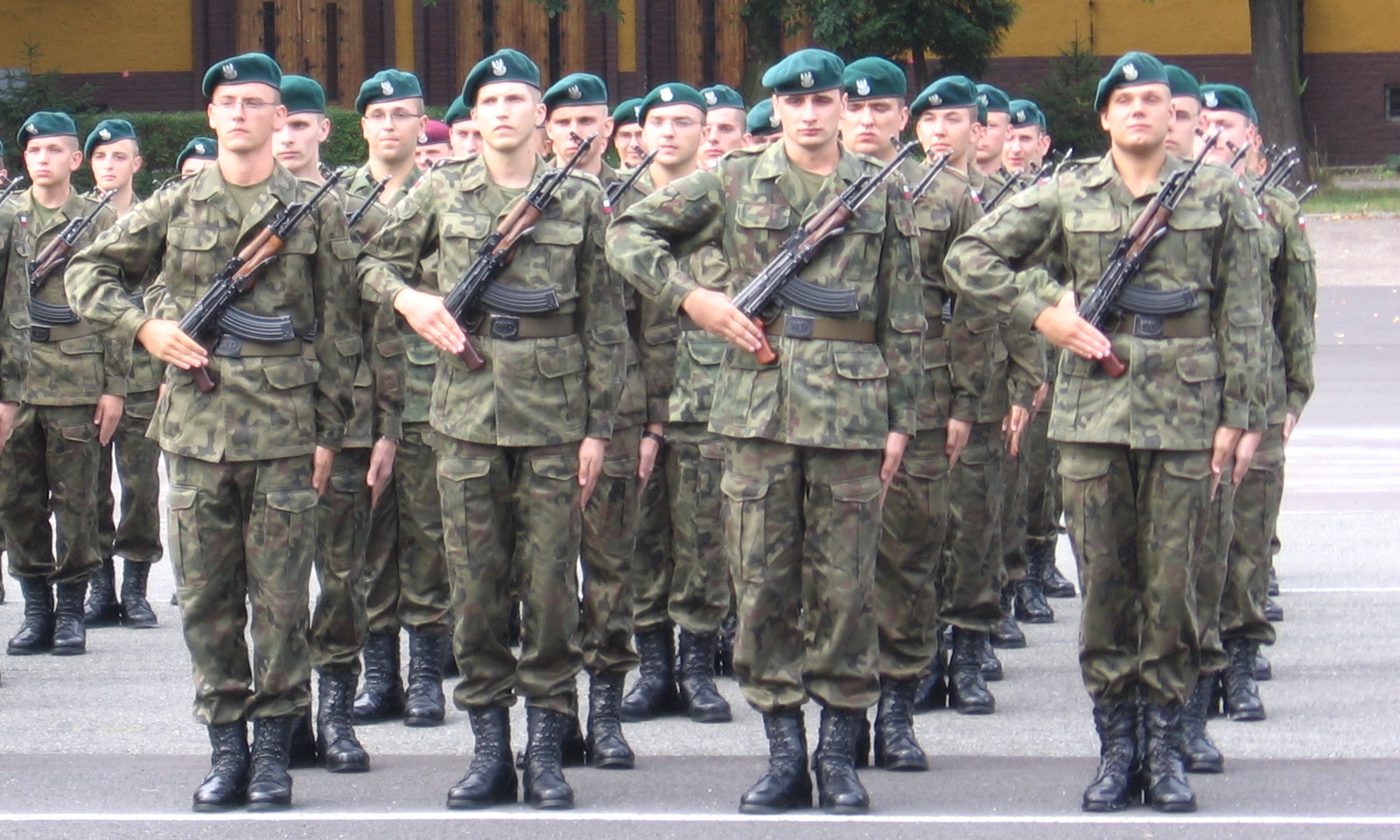
Polska soldater i enskild ställning. Notera att vänsterhanden hålls sträckt och inte knuten som i den svenska enskilda ställning som beskrivs i texten.

Enskild ställning (ofta i allmänt tal givakt) är den högsta lystringsgraden inom (svensk) militär tradition. Enskild ställning är en kroppsställning som på order intas under exercis, överlämning av trupp och liknande. Ställningen används också som hälsning i stället för honnör av trupp i formering eller av den som inte bär huvudbonad.

## Utförande
Den exakta formen för enskild ställning varierar något mellan olika länder. I Sverige innebär enskild ställning att personen har en stram kroppshållning, är rak i ryggen och har blicken riktad framåt och med huvudet väl uppburet. Armarna skall vara sträckta längs kroppens sidor, händerna knutna och tummen riktad framåt och neråt efter byxbenets söm. Fötterna skall hållas i vinkel mot varandra cirka 45 grader, och med hälarna ihop. Kroppen skall luta lätt framåt.

## Synonym
En vardaglig synonym till benämningen enskild ställning är givakt, som att "stå i givakt". Givakt är ursprungligen kommandoordet (härlett ur "Giv akt!") för att inta enskild ställning.

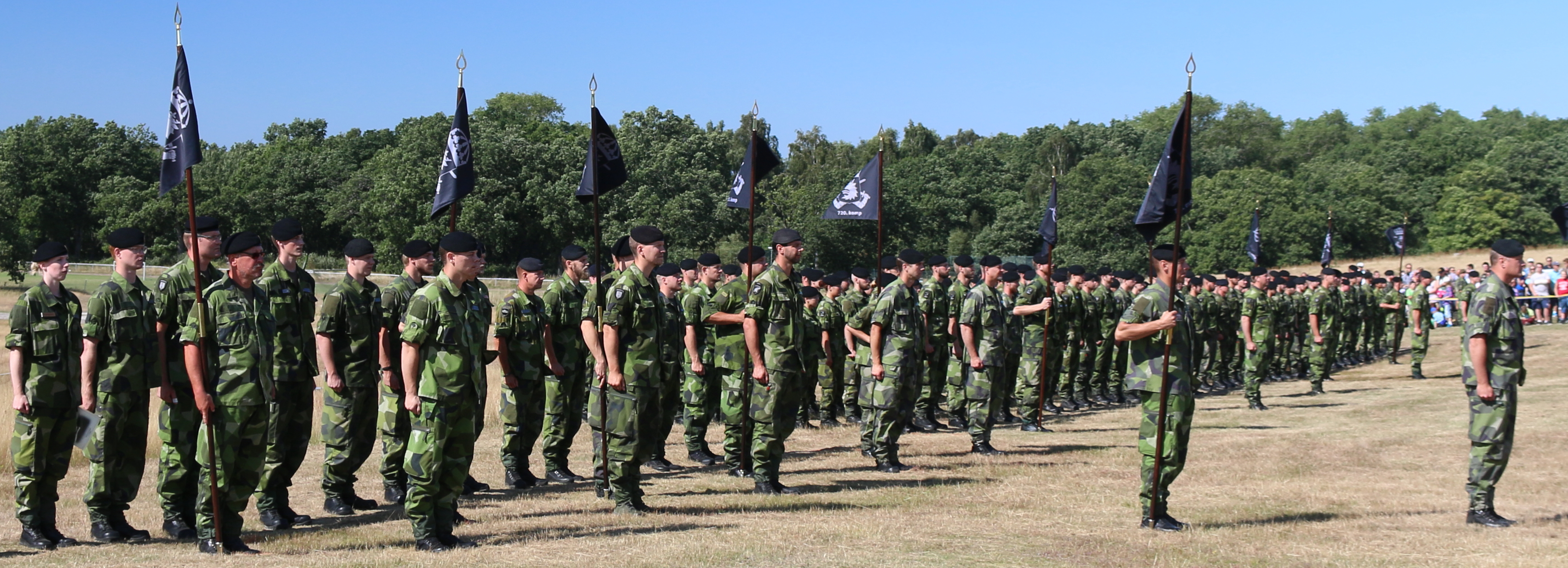
Södra skånska regementet i enskild ställning vid Regementets dag 2015.